# コージー冨田のものパチJPN!!
『コージー冨田のものパチJPN!!』（コージーとみたのものパチジャパン）は、エバラ食品工業の子会社・横浜エージェンシーが制作しているパチンコをテーマとしたバラエティー番組である。
YouTubeやニコニコ動画で配信しているほか、2012年7月5日から2013年9月26日まではテレビ神奈川（tvk）にて毎週木曜深夜25:00-25:30に放送されていた。

## 番組概要
ものまねタレントのコージー冨田とゲストタレントが神奈川県内各地のパチンコ店でパチンコ・ものまねバトルを行う。パチンコバトルは制限時間内での出玉数を競うことが基本となっている。メインスポンサーのジャパンニューアルファが実戦ホールとなっている。
地上波での最終回では、コージー冨田らがサライを歌い、スタッフロールも24時間テレビを模したものになっていた。

## パチンコバトル
- コージー冨田+MPJ-SEVENガールズ1名のチームものパチと、ゲストチーム2名で行われる。ゲストチームは、チーム○○（所属事務所名）と名付けられる場合が多い。
- 勝敗は2時間の出玉勝負で行われる
- 持ち球を1箱使い切るごとに「ギリギリクエスチョン」が行われ、質問に答えることで1箱与えられる
- 1時間ごとに席替えチャンスがあり、カードを引きその出演者の名前が書いてある席に移動となる
- 負けたチームには罰ゲームが用意されており、毎回違う内容の罰ゲームが与えられる
- 出演者が規定の球数以上出した場合、レンブラントホテル大分宿泊券がプレゼントされる
- チームものパチ勝利時はレンブラントホテルお食事券が視聴者プレゼントされる
- 勝敗に関わらず、オリジナルQuoカードが視聴者プレゼントされる

## ミニコーナー
番組の合間に3分程度のミニコーナーがあり、毎回違う内容を放送している。
- 街角発見隊が行く!
  - MPJ-SEVENガールズが実戦ホール近くの食品店、飲食店などを訪問し、紹介するコーナー。
- お笑いレッドゾーン
  - 若手芸人3組がネタを披露し、コージー冨田とホールスタッフが投票。勝った組だけがオンエアされ、３回連続で勝ち抜くと本編に出演できる権利を得る。
- 私はパチンコ1年生
  - MPJ-SEVENガールズの菜乃花がパチンコ初心者として解説の川村龍二からレッスンを受けるコーナー。2012年9月13日の放送で実戦デビューを果たした。

## 出演者
- メインMC：コージー冨田
- 実況：木原幸尚
- 解説：川村龍二
- アシスタント：MPJ-SEVEN ガールズ(菜乃花、暮羽 優奈)

## 放送局
- tvkテレビ神奈川